# 沢庵宗彭
沢庵 宗彭（たくあん そうほう、旧字体：澤庵 宗彭、天正元年12月1日〈1573年12月24日〉 - 正保2年12月11日〈1646年1月27日〉）は、安土桃山時代から江戸時代前期にかけての臨済宗の僧。大徳寺住持。諡は普光国師（300年忌にあたる昭和19年（1944年）に宣下）。号に東海・暮翁など。
但馬国出石（現兵庫県豊岡市）の生まれ。紫衣事件で出羽国に流罪となり、その後赦されて江戸に萬松山東海寺を開いた。書画・詩文に通じ、茶の湯（茶道）にも親しみ、また多くの墨跡を残している。一般的に沢庵漬けの考案者と言われているが、これについては諸説ある（同項目を参照のこと）。

## 生涯

### 出生から大悟まで
天正元年12月1日（1573年12月24日）に秋庭綱典の次男として但馬国出石に生まれる。父・綱典は但馬国主・山名祐豊の重臣であった。
8歳のとき但馬山名家は織田信長の侵攻に遭い配下の羽柴秀吉に攻められて滅亡し、父は浪人した。沢庵は天正10年（1582年）、10歳で出石の唱念寺で出家し春翁の法諱を得た。天正13年（1586年）、同じく出石の宗鏡寺に入り、希先西堂に師事。秀喜と改名した。天正19年（1591年）、希先が没した後、この間に出石城主となっていた前野長康が、大徳寺から春屋宗園の弟子・薫甫宗忠を宗鏡寺の住職に招いたことで、沢庵は薫甫に師事することになった。
文禄3年（1594年）、薫甫が大徳寺住持となり上京したため、沢庵もこれに従い大徳寺に入った。大徳寺では三玄院の春屋宗園に師事し、宗彭と改名した。慶長4年（1599年）、石田三成が居城佐和山城の城内に亡母の供養のために瑞嶽寺という一寺を建立した際、三玄院の建立以来親交があった春屋に住職の派遣を依頼した。春屋が薫甫を住職に任命したことで、師である薫甫と共に沢庵も佐和山城に同行し、翌年までそこで過ごした。
関ヶ原の戦いの結果、佐和山城が陥落すると、薫甫と沢庵は共に城を脱出し、春屋のところに落ち延びた。この後、春屋と共に、処刑された三成の遺体を引き取った後、三玄院に葬り、手厚く弔っている。慶長6年、薫甫が亡くなった後、和泉国堺に出て、文西洞仁の門下に入った。その文西が慶長8年（1603年）に亡くなった後は南宗寺陽春庵の一凍紹滴に師事し、32歳になった慶長9年（1604年）8月4日、遂に大悟し、沢庵の法号を得た。

### 大徳寺出世入院と隠棲
慶長12年（1607年）、沢庵は大徳寺首座となり、大徳寺塔中徳禅寺に住むとともに南宗寺にも住持した。慶長14年（1609年）、37歳で大徳寺の第153世住持に出世したが、名利を求めない沢庵は3日で大徳寺を去り、堺へ戻った。元和6年（1620年）、郷里出石に帰り、出石藩主・小出吉英が再興した宗鏡寺に庵を結び、これを投淵軒と名づけて、隠棲の生活に入った。

### 紫衣事件
江戸幕府が成立すると、寺院法度などにより寺社への締め付けが厳しくなる。特に、大徳寺のような有力な寺院については、禁中並公家諸法度によって朝廷との関係を弱めるための規制もかけられた。これらの法度には、従来、天皇の詔で決まっていた大徳寺の住持職を江戸幕府が決めるとされ、また天皇から賜る紫衣の着用を幕府が認めた者にのみ限ることなどが定められた。
寛永4年（1627年）、幕府は、後水尾天皇が幕府に諮ることなく行った紫衣着用の勅許について、法度違反とみなして勅許状を無効とし、京都所司代に紫衣の取り上げを命じた。これに反発した沢庵は京に上り、玉室宗珀、江月宗玩と共に大徳寺の僧をまとめた後、妙心寺の単伝士印、東源慧等らと共に反対運動を行い、寛永5年、抗弁書を書き上げて幕府に提出した。
この運動が幕命に反するものとして、沢庵たちは罪に問われることとなり、その問責のため、寛永6年（1629年）、江戸へ召喚されることとなった。江戸城内での弁論の結果、同年7月に幕府は沢庵たちを有罪とし、沢庵を出羽国上山に、また玉室を陸奥国赤館（棚倉）、単伝は出羽国由利（本荘）、東源は陸奥国津軽（弘前）へ各々流罪とした。時に沢庵57歳のことである。
配流先である上山藩主の土岐頼行は、沢庵の権力に与しない生き方と「心さえ潔白であれば身の苦しみなど何ともない」とする姿にうたれ、沢庵に草庵を寄進するなど厚く遇した。沢庵はその草庵を春雨庵と名づけ、こよなく愛したといわれている。配流中、頼行は藩政への助言を仰ぐなど沢庵を遇すること実の祖父の如くといい、沢庵赦免後も二人の交流は続いたという。

### 赦免から家光への近侍まで
寛永9年（1632年）、沢庵60歳の年に、大御所・徳川秀忠の死により大赦令が出され、天海、堀直寄、柳生宗矩などの尽力により、紫衣事件に連座した者たちは許された。
沢庵もいったん江戸に出て、神田広徳寺に入った。しかし京に帰ることはすぐには許されず、同年冬より駒込の堀直寄の別宅に身を寄せ、寛永11年（1634年）夏までここに留まった。そして玉室と共に大徳寺に戻った時、将軍・徳川家光の上洛に際し、天海、堀直寄、柳生宗矩の強い勧めにより、沢庵は家光に拝謁した。この頃より家光は深く沢庵に帰依するようになったという。同年、郷里出石に戻ったが、翌寛永12年（1635年）、幕命により再び江戸に下った。その後、寛永13年（1636年）に玉室、江月らと共に家光に拝謁したところ、二人は帰されたが、沢庵のみ江戸に留まるよう求められ、家光に近侍することとなった。

### 国師号辞退から寺法旧復まで
江戸においては、柳生宗矩の下屋敷(この一室を「検束庵」と名付けている)に逗留し、家光の召しに応じて登城して禅を説いた。度々上方へ戻ったが、寛永15年（1638年）には後水尾上皇に「原人論」の講義などを行った際、上皇より国師号授与の内示があったが、沢庵はこれを断り、代わりに大徳寺一世・徹翁義亨へ追諡を願っている。また同時期に柳生宗矩の頼みを受け、大和国柳生庄に赴き、後に柳生家の菩提寺となる芳徳寺を開山している。翌寛永16年（1639年）、67歳の時、江戸に戻ると、家光によって創建された萬松山東海寺に初代住職として入ることとなった。
寛永18年（1641年）、長年の努力が実り、紫衣事件の発端となった大徳・妙心両寺の寺法を旧に復すことが家光より正式に申し渡された。これにより両寺は従前通りの出世入院が認められ、また幕府から剥奪された大徳寺住持正隠宗智をはじめとする大徳寺派・妙心寺派寺院の住持らの紫衣奪還も行われている。こうして大徳寺派・妙心寺派寺院の法灯は続くことになったのである。

### 晩年

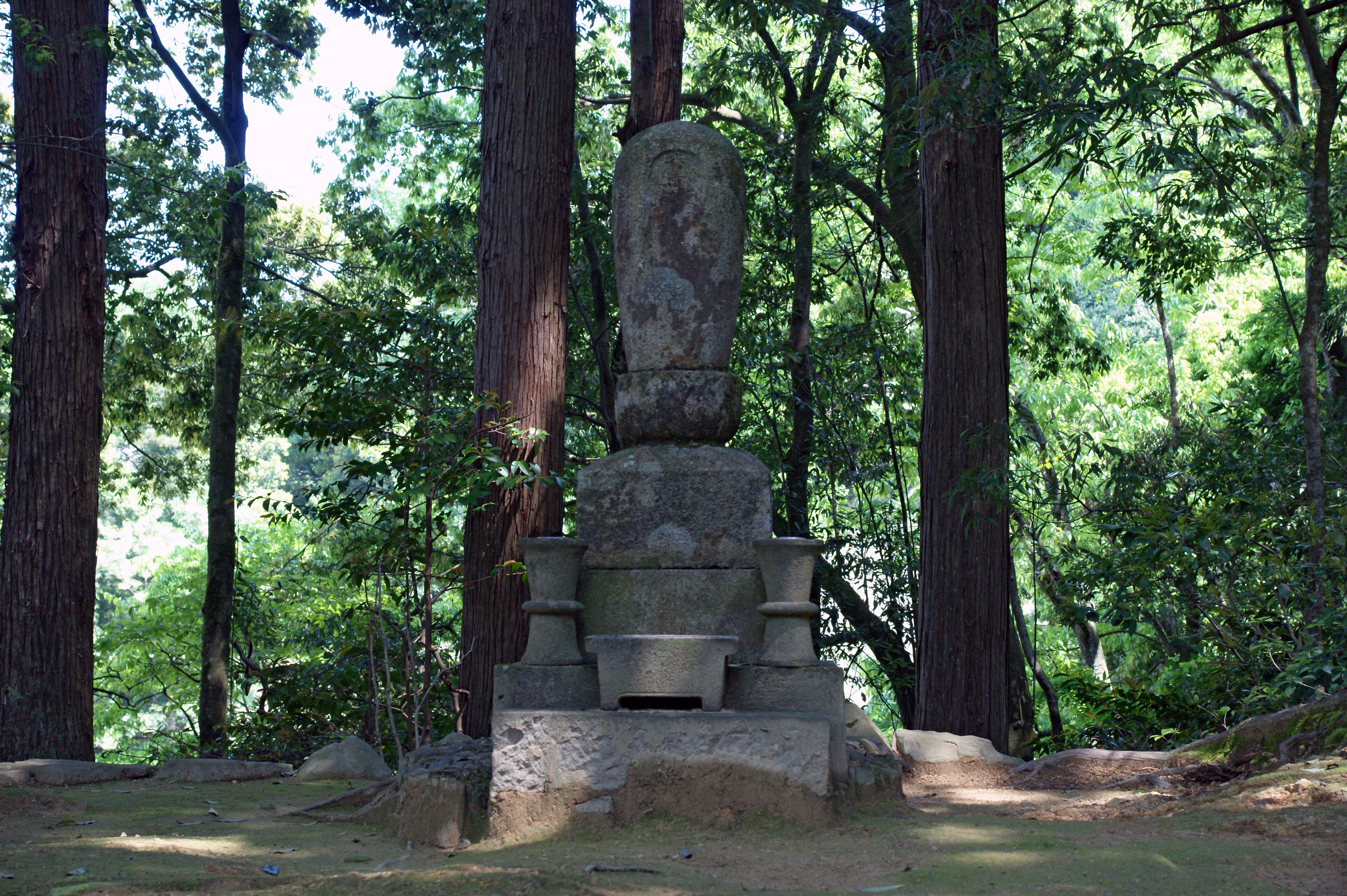
墓所（宗鏡寺）

その後、正保2年12月11日（1646年1月27日）、沢庵は江戸で没した。享年74。死に際し、弟子に辞世の偈を求められ、「夢」の一文字を書き、筆を投げて示寂したという。「墓碑は建ててはならぬ」の遺誡も残しているが、円覚山宗鏡寺 （兵庫県豊岡市出石町）と萬松山東海寺（東京都品川区）に墓がある。

## 人物
- 当時の代表的禅僧として知られる。また、受け答えも当意即妙で、禅の教えを身近なものに例えて教授するなど、その話が魅力的であったこともあり、多くの人々から慕われ、徳川家光を始め、多くの大名や貴族からの帰依を受けている。しかしながら、沢庵自身は名利を求めない枯淡の禅風を崩すことはなく、あくまで自らは一禅僧に過ぎないと述べている。国師号辞退の際は一糸文守が賞賛の詩を書いている。
- 名利を求めぬ反面、宗門の為に権門に交わることも厭わなかった。大徳寺・妙心寺の寺法旧復のために家光に近侍し、また乞われれば政治的助言も与えている。この態度を以って、沢庵は大名好きだという批判を受けることもあったが、寛永18年（1641年）に寺法旧復が成った際に、批判したことを恥じる者が多かったという[注釈 3]。
- 柳生宗矩の求めに応じ、剣禅一味(剣禅一如)の境地を説いた。この境地を記した『不動智神妙録』は、禅を以て武道の極意を説いた最初の書物であり、武術から武道への流れを開く端緒のひとつになった[4]。なお、宗矩とは若い頃から交流があり[5]、時には諫言し、時には頼るなど、その親交は深いものがあった。また宗矩の息子である柳生三厳（十兵衛）からも慕われ、こちらにも様々に教授したという。
- 詩歌を好み、細川幽斎や烏丸光広と交わり、自らの歌の添削などを依頼している。
- 自身の禅を自分一代で断絶させている。嗣法を家光や後水尾上皇から求められてもこれを拒否し、最後まで嗣法の弟子を定めず、遺戒においては、自身の禅を継いだと称する者は法賊であるとまで言っている。また、自らの事蹟を残さないようにも命じているが、後に門人・武野宗朝が『東海和尚紀年録』を記している。

## 逸話

### 史実での逸話
- 隠棲時、豊臣家[注釈 6]や様々な大名家（細川忠興[注釈 7]、浅野幸長[注釈 8]、黒田長政[注釈 9]など）から招かれたが、これらの招きを全て拒否した[6][注釈 10]。その他、高松宮好仁親王が弟子入りのために自ら投淵軒を訪れた際も決して会おうとしなかったという[6]。
- 大悟後、かつての師である春屋と問答をした際、その受け答えが当意即妙だったため、「伶牙利舌（れいがりぜつ）の漢」と称賛された。またこれを聞いた師の一凍は「真の跨竈児（こそうじ）」と賞賛したという（『沢庵大和尚行状』）。
- 細川忠興に茶に招かれた際、かけられていた大燈国師（宗峰妙超）の墨蹟を一目で贋作だと見破った。これにより、贋作偽造を行った大徳寺の松岳紹長が破門されている[6]。
- 元和6年（1620年）頃、鬱病になったことがあるという（『東海百首』末尾）。
- 紫衣事件の時、幕府に提出した抗弁書は自分一人が書いたものであり、処罰は自分一人にして欲しいと述べた。この態度に感銘を受けた天海は、沢庵を賞賛し、刑の軽減を主張している（『細川家記』）。
- 柳生三厳（十兵衛）が最初に書いた伝書を父・宗矩に「焼き捨てよ」と命じられた際、十兵衛にその真意を教え諭し、伝書に一筆加えて宗矩へ取り成したことで、十兵衛は柳生新陰流の印可を得ることができたという（「昔、飛衛といふ者あり」（『柳生十兵衛伝書』））。
- 寛永19年（1642年）、日蓮宗と浄土宗の宗論に立ち合い、家光に「何故両宗は仲が悪いのか」と尋ねられた際、「両宗とも末法の世に教えを説くために仏法を分かりやすく引き下げてしまったため、引き下げた教えに食い違いが生じそれ故に宗論が自宗の正しさを示すものになるためです。他宗の場合は同じところに教えがあるので、そうはならないのです」と答え、家光も納得したという[3]。
- 家光から屋敷や寺を与えると言われても頑なに断り続け、最終的に柳生宗矩に説得され、ようやく東海寺住持となることを引き受けたという（『沢庵和尚書簡集』）。
- 家光が東海寺を訪れた際、「海近うして東海寺とはいかに」（海が「近」いのに「とお」かいじとはどういうことか）と問われた時、即座に「なを大君にしてしやうぐんと称し奉るが如し」（あなたも「大」君なのに「しょう」ぐんと称しておられるのと同じ）と返したという（『徳川実紀』[8]）。

### 真偽が明らかではない逸話
- 見張っていないとすぐに外に出て行ってしまうので、東海寺では「沢庵番」と呼ばれる見張りを立てたという。
- 家光の命により虎をなでるように言われた際、虎の檻にするりと入って、たちまちのうちに虎を手懐けてしまったという[3]。

## 沢庵漬け
ダイコンの漬物であるいわゆる沢庵漬けは一伝に沢庵が考えたといい、あるいは関西で広く親しまれていたものを沢庵が江戸に広めたともいう。
後者の説によれば、徳川家光が東海寺に沢庵を訪れた際、ダイコンのたくわえ漬を供したところ、家光が気に入り、「タクワエ漬ニアラス沢庵漬ナリ」と命名したと伝えられるが伝承の域を出ない。

## 宮本武蔵との関係
フィクション上では、しばしば宮本武蔵と結び付けられる。例えば、吉川英治作の小説『宮本武蔵』では武蔵を諭すキーパーソン的な役割を担っているが、史実において武蔵と沢庵和尚の間に接触のあった記録は無い（吉川自身も「武蔵と沢庵との交渉は、まったく僕の創作で、文献には見当たらない」と明言している）。

## 著書
- 沢庵和尚法語
- 不動智神妙録
- 太阿記
- 理気差別論
- 明暗双双集
- 東海夜話
- 安心法門
- 鎌倉巡礼記
- 玲瓏集

### 伝記・訳
- 『沢庵 不動智神妙録・太阿記・玲瓏集』 市川白弦、講談社〈禅入門8〉、1994年
  - 初版（上記は抄録）『沢庵 日本の禅語録 第13巻』 同、1978年
  - 選書版（抄録）『禅の古典 7 沢庵』 同、1982年
  - 文庫版『不動智神妙録　太阿記　玲瓏集』筑摩書房〈ちくま学芸文庫〉、2023年

## 文学作品
- 水上勉『沢庵』新版・中公文庫、1997年
- 寺内大吉『沢庵と崇伝　黒衣はためく日々』上下、毎日新聞社、1986年